# Run&Race-Wibatech
Run&Race-Wibatech ist ein deutsch-polnisches Radsportteam mit Sitz in Passau.

## Organisation und Geschichte
Die Mannschaft wurde 2012 in Polen gegründet und nahm als UCI Continental Team an den UCI Continental Circuits teil. Manager ist Wiesław Ciasnocha, der zunächst von den Sportlichen Leitern Jan Antkowiak und Waldemar Mrozek unterstützt wurde. Die Fahrer des Teams kamen überwiegend aus Polen. Mit zahlreichen Siegen war das Team das führende Continental Team Ende der 2010er Jahre.
Zur Saison 2020 fusionierte das Team mit Teilen des Teams Hurom, Ende 2020 wurde das Team aufgrund des Fehlens finanzieller Mittel aufgelöst. Verbliebene Teile des Teams fusionierten unter Führung des Team-Managers zur Saison 2022 mit der deutschen Renngemeinschaft Wibatech Bayern RSV Passau zum Team Santic-Wibatech, das unter deutscher Flagge erneut als Continental Team lizenziert wurde. Im Team sind deutsche und polnische Nachwuchsfahrern, um sowohl den deutschen als auch den polnischen Radsport zu fördern und verschiedene Ansätze zusammenzubringen.

## Saison 2025
Mannschaft
| Teamkader 2025          | Teamkader 2025     | Teamkader 2025 | Teamkader 2025                |
| Name                    | Geburtsdatum       | Land           | Vorheriges Team               |
| ----------------------- | ------------------ | -------------- | ----------------------------- |
| Paul Germer             | 5. April 2006      | Deutschland    |                               |
| Szymon Ilski            | 27. August 2006    | Polen          |                               |
| Tobias Kreuzer          | 19. September 2000 | Deutschland    |                               |
| Dominik Krzyśków        | 18. September 2006 | Polen          |                               |
| Kacper Maciejuk         | 18. Mai 2003       | Polen          |                               |
| Jonas Messerschmidt     | 10. Februar 2001   | Deutschland    | Dauner-AKKON (2022)           |
| Michael Peter           | 15. November 2001  | Deutschland    |                               |
| Bartłomiej Proć         | 12. Dezember 1999  | Polen          | Pogoń Mostostal Puławy (2021) |
| Nils Puschmann          | 15. Oktober 2004   | Deutschland    |                               |
| Artur Sowiński          | 29. Januar 1997    | Polen          | Voster ATS Team (2024)        |
| Luis Straßer            | 7. Mai 2006        | Deutschland    |                               |
|                         |                    |                |                               |
| Quelle: ProCyclingStats |                    |                |                               |

Siege
| Siege | Siege  | Siege | Siege  | Siege  | Siege |
| Datum | Rennen | Staat | Klasse | Sieger |       |
| ----- | ------ | ----- | ------ | ------ | ----- |

## Erfolge pro Saison
| Rennserie                 | 2012 | 2013 | 2014 | 2015 | 2016 | 2017 | 2018 | 2019 | 2020 | 2021 | 2022 | 2023 | 2024 |
| ------------------------- | ---- | ---- | ---- | ---- | ---- | ---- | ---- | ---- | ---- | ---- | ---- | ---- | ---- |
| UCI ProSeries             | -    | -    | -    | -    | -    | -    | -    | -    | -    | -    | -    | -    | -    |
| UCI Continental Circuits  | -    | 1    | -    | 1    | 3    | 7    | 10   | 10   | 1    | -    | -    | 1    | 4    |
| nationale Meisterschaften | -    | -    | -    | -    | -    | 1    | -    | -    | -    | -    | -    | -    | -    |

## Platzierungen in der UCI-Weltrangliste
| World Ranking | World Ranking | World Ranking            | World Ranking |
| Jahr          | Teamwertung   | Einzelwertung            |               |
| ------------- | ------------- | ------------------------ | ------------- |
| 2016          | —             | Marek Rutkiewicz (297. ) |               |
| 2017          | —             | Marek Rutkiewicz (210. ) |               |
| 2018          | —             | Maciej Paterski (235. )  |               |
| 2019          | 56.           | Maciej Paterski (196. )  |               |
| 2020          | 55.           | Anatoliy Budyak (195. )  |               |
| 2022          | 118.          | Bartłomiej Proć (1057. ) |               |
| 2023          | 115.          | Bartłomiej Proć (631. )  |               |
| 2024          | 80.           | Michał Paluta (964. )    |               |
|               |               |                          |               |
| Quelle: UCI   |               |                          |               |